# A muso duro/Per dirti t'amo
A muso duro/Per dirti t'amo è un singolo del cantautore italiano Pierangelo Bertoli, pubblicato nel 1979.

## Descrizione
Tratto dall'omonimo album, il brano A muso duro racconta il difficile rapporto di Bertoli con i produttori discografici e la sua determinazione a scrivere canzoni secondo il proprio stile, con schiettezza e senza nulla concedere alla logica del mercato e dell'immagine.
La canzone sul lato B, Per dirti t'amo, era già stata incisa da Bertoli per il suo primo singolo, pubblicato nel 1973, e poi inserita nell'album Rosso colore dell'amore, distribuito nel 1974 (epoca in cui Bertoli militava nel Canzoniere Nazionale del Vento Rosso). Una nuova versione, con un diverso arrangiamento, era stata inclusa nell'album autoprodotto Roca Blues del 1975, mentre l'anno successivo venne registrata la versione ufficiale per l'album Eppure soffia, uscito alla fine del 1976. Quest'ultima è la versione pubblicata anche in questo singolo.

## Tracce
LATO A
1. A muso duro – 4:52 (testo: Pierangelo Bertoli – musica: Fabrizio Urzino)

LATO B
1. Per dirti t'amo – 3:07 (testo: Pierangelo Bertoli – musica: Alfonso Borghi)

## Musicisti
- Pierangelo Bertoli - voce
- Mauro Spina - batteria, percussioni
- Marco Dieci - tastiere, cori
- Alberto Radius - chitarre
- Massimo Verardi - chitarre
- Enzo Giuffré - chitarre
- Bruno Crovetto - basso
- Giuliano Salerni - tastiere

## Cover
- Nel 2004 Fiorello interpreta il brano nella suo programma televisivo di Rai 1 Stasera pago io e successivamente viene pubblicato come singolo e all'interno dell'album A modo mio.
- Nel 2012 il supergruppo italiano Italia Loves Emilia ha pubblicato una cover del brano nel singolo A muso duro.